# Forte de Senneville
O Forte de Senneville era um forte de pedra ocupado de 1671 a1763, em Montreal, Quebec.